# Список астероїдів (5801—5900)
| Назва                                  | Тимчасове позначення | Дата відкриття    | Місце відкриття                         | Відкривач                                              |
| -------------------------------------- | -------------------- | ----------------- | --------------------------------------- | ------------------------------------------------------ |
| 5801 Вазарелі (Vasarely)               | 1984 BK              | 26 січня 1984     | Обсерваторія Клеть                      | Антонін Мркос                                          |
| 5802 Кастельдельп'яно (Casteldelpiano) | 1984 HL1             | 27 квітня 1984    | Обсерваторія Ла-Сілья                   | Вінченцо Дзаппала                                      |
| 5803 Етці (Otzi)                       | 1984 OA              | 21 липня 1984     | Обсерваторія Клеть                      | Антонін Мркос                                          |
| 5804 Бамбінідіпраґа (Bambinidipraga)   | 1985 RL1             | 9 вересня 1985    | Обсерваторія Клеть                      | Антонін Мркос                                          |
| 5805 Ґлазґо (Glasgow)                  | 1985 YH              | 18 грудня 1985    | Станція Андерсон-Меса                   | Едвард Бовелл                                          |
| 5806 Архіерой (Archieroy)              | 1986 AG1             | 11 січня 1986     | Станція Андерсон-Меса                   | Едвард Бовелл                                          |
| 5807 Мшатка (Mshatka)                  | 1986 QA4             | 30 серпня 1986    | КрАО                                    | Черних Людмила Іванівна                                |
| 5808 Бабель (Babelʹ)                   | 1987 QV10            | 27 серпня 1987    | КрАО                                    | Карачкіна Людмила Георгіївна                           |
| 5809 Кулібін (Kulibin)                 | 1987 RG6             | 4 вересня 1987    | КрАО                                    | Журавльова Людмила Василівна                           |
| (5810) 1988 EN                         | 1988 EN              | 10 березня 1988   | Обсерваторія Ґекко                      | Йошіакі Ошіма                                          |
| 5811 Кек (Keck)                        | 1988 KC              | 19 травня 1988    | Паломарська обсерваторія                | Е. Гелін                                               |
| 5812 Джейвінклер (Jayewinkler)         | 1988 PJ1             | 11 серпня 1988    | Обсерваторія Сайдинг-Спрінг             | Ендрю Ноймер                                           |
| 5813 Ейдзабуро (Eizaburo)              | 1988 VL              | 3 листопада 1988  | YGCO (станція Тійода)                   | Такуо Кодзіма                                          |
| (5814) 1988 XW1                        | 1988 XW1             | 11 грудня 1988    | Обсерваторія Кушіро                     | Сейджі Уеда, Хіроші Канеда                             |
| 5815 Сінсенґумі (Shinsengumi)          | 1989 AH              | 3 січня 1989      | Обсерваторія Ґейсей                     | Тсутому Секі                                           |
| 5816 Потсдам (Potsdam)                 | 1989 AO6             | 11 січня 1989     | Обсерваторія Карла Шварцшильда          | Ф. Бернґен                                             |
| 5817 Robertfrazer                      | 1989 RZ              | 5 вересня 1989    | Паломарська обсерваторія                | Е. Гелін                                               |
| (5818) 1989 RC1                        | 1989 RC1             | 5 вересня 1989    | Університетська обсерваторія Маунт-Джон | Алан Ґілмор, Памела Кілмартін                          |
| 5819 Лоретта (Lauretta)                | 1989 UZ4             | 29 жовтня 1989    | Обсерваторія Серро Тололо               | Ш. Дж. Бас                                             |
| 5820 Бабельсберґ (Babelsberg)          | 1989 UF7             | 23 жовтня 1989    | Обсерваторія Карла Шварцшильда          | Ф. Бернґен                                             |
| 5821 Юкіомаеда (Yukiomaeda)            | 1989 VV              | 4 листопада 1989  | Обсерваторія Ніхондайра                 | Обсерваторія Ніхондайра                                |
| 5822 Масакічі (Masakichi)              | 1989 WL              | 21 листопада 1989 | Окутама                                 | Цуному Хіокі, Шудзі Хаякава                            |
| 5823 Орьо (Oryo)                       | 1989 YH              | 20 грудня 1989    | Обсерваторія Ґейсей                     | Тсутому Секі                                           |
| 5824 Інагакі (Inagaki)                 | 1989 YM              | 24 грудня 1989    | Обсерваторія Ґейсей                     | Тсутому Секі                                           |
| 5825 Ракуйо (Rakuyou)                  | 1990 BR1             | 21 січня 1990     | Обсерваторія Дінік                      | Ацуші Суґіе                                            |
| (5826) 1990 DB                         | 1990 DB              | 16 лютого 1990    | Обсерваторія Кушіро                     | Сейджі Уеда, Хіроші Канеда                             |
| 5827 Летунов (Letunov)                 | 1990 VB15            | 15 листопада 1990 | КрАО                                    | Черних Людмила Іванівна                                |
| (5828) 1991 AM                         | 1991 AM              | 14 січня 1991     | Обсерваторія Кітт-Пік                   | Spacewatch                                             |
| 5829 Ісідаґоро (Ishidagoro)            | 1991 CT1             | 11 лютого 1991    | Обсерваторія Кійосато                   | Сатору Отомо, Осаму Мурамацу                           |
| 5830 Сімохіро (Simohiro)               | 1991 EG              | 9 березня 1991    | Обсерваторія Одзіма                     | Тсунео Ніїдзіма, Такеші Урата                          |
| 5831 Діззі (Dizzy)                     | 1991 JG              | 4 травня 1991     | Обсерваторія Кушіро                     | Сейджі Уеда, Хіроші Канеда                             |
| 5832 Мартапринсипе (Martaprincipe)     | 1991 LE1             | 15 червня 1991    | Паломарська обсерваторія                | Е. Гелін                                               |
| 5833 Петерсон (Peterson)               | 1991 PQ              | 5 серпня 1991     | Паломарська обсерваторія                | Генрі Гольт                                            |
| (5834) 1992 SZ14                       | 1992 SZ14            | 28 вересня 1992   | Обсерваторія Кушіро                     | Сейджі Уеда, Хіроші Канеда                             |
| 5835 Майнфранкен (Mainfranken)         | 1992 SP24            | 21 вересня 1992   | Обсерваторія Карла Шварцшильда          | Ф. Бернґен                                             |
| (5836) 1993 MF                         | 1993 MF              | 22 червня 1993    | Паломарська обсерваторія                | Е. Гелін, Кеннет Лоренс                                |
| 5837 Гедін (Hedin)                     | 2548 P-L             | 24 вересня 1960   | Паломарська обсерваторія                | К. Й. ван Гаутен, І. ван Гаутен-Ґроневельд, Т. Герельс |
| 5838 Гамсун (Hamsun)                   | 2170 T-2             | 29 вересня 1973   | Паломарська обсерваторія                | К. Й. ван Гаутен, І. ван Гаутен-Ґроневельд, Т. Герельс |
| 5839 ДОІ (GOI)                         | 1974 SJ3             | 21 вересня 1974   | КрАО                                    | Черних Микола Степанович                               |
| 5840 Рейбраун (Raybrown)               | 1978 ON              | 28 липня 1978     | Пертська обсерваторія                   | Пертська обсерваторія                                  |
| 5841 Стоун (Stone)                     | 1982 ST              | 19 вересня 1982   | Паломарська обсерваторія                | Е. Гелін                                               |
| (5842) 1986 CV1                        | 1986 CV1             | 8 лютого 1986     | Обсерваторія Ла-Сілья                   | Анрі Дебеонь                                           |
| (5843) 1986 UG                         | 1986 UG              | 30 жовтня 1986    | Тойота                                  | Кендзо Судзукі, Такеші Урата                           |
| (5844) 1986 UQ                         | 1986 UQ              | 28 жовтня 1986    | Обсерваторія Клеть                      | Зденька Ваврова                                        |
| (5845) 1988 QP                         | 1988 QP              | 19 серпня 1988    | Обсерваторія Сайдинг-Спрінг             | Роберт Макнот                                          |
| 5846 Гессен (Hessen)                   | 1989 AW6             | 11 січня 1989     | Обсерваторія Карла Шварцшильда          | Ф. Бернґен                                             |
| 5847 Вакія (Wakiya)                    | 1989 YB              | 18 грудня 1989    | Обсерваторія Кітамі                     | Кін Ендате, Кадзуро Ватанабе                           |
| 5848 Харуторіко (Harutoriko)           | 1990 BZ1             | 30 січня 1990     | Обсерваторія Кушіро                     | Масанорі Мацумаяма, Кадзуро Ватанабе                   |
| (5849) 1990 HF1                        | 1990 HF1             | 27 квітня 1990    | Паломарська обсерваторія                | Е. Гелін                                               |
| 5850 Масахару (Masaharu)               | 1990 XM              | 8 грудня 1990     | Обсерваторія Кітамі                     | Кін Ендате, Кадзуро Ватанабе                           |
| 5851 Інагава (Inagawa)                 | 1991 DM1             | 23 лютого 1991    | Обсерваторія Карасуяма                  | Шіґеру Інода, Такеші Урата                             |
| 5852 Нанетт (Nanette)                  | 1991 HO              | 19 квітня 1991    | Паломарська обсерваторія                | Керолін Шумейкер, Девід Леві                           |
| (5853) 1992 QG                         | 1992 QG              | 26 серпня 1992    | Обсерваторія Кушіро                     | Сейджі Уеда, Хіроші Канеда                             |
| (5854) 1992 UP                         | 1992 UP              | 19 жовтня 1992    | Обсерваторія Кушіро                     | Сейджі Уеда, Хіроші Канеда                             |
| 5855 Юкіцуна (Yukitsuna)               | 1992 UO2             | 26 жовтня 1992    | Станція JCPM Якіїмо                     | Акіра Наторі, Такеші Урата                             |
| (5856) 1994 AL2                        | 1994 AL2             | 5 січня 1994      | Обсерваторія Кушіро                     | Сейджі Уеда, Хіроші Канеда                             |
| 5857 Неглінка (Neglinka)               | 1975 TM2             | 3 жовтня 1975     | КрАО                                    | Черних Людмила Іванівна                                |
| 5858 Боровицька (Borovitskia)          | 1978 SU5             | 28 вересня 1978   | КрАО                                    | Черних Людмила Іванівна                                |
| 5859 Остоженка (Ostozhenka)            | 1979 FD2             | 23 березня 1979   | КрАО                                    | Черних Микола Степанович                               |
| (5860) 1981 QE1                        | 1981 QE1             | 28 серпня 1981    | Обсерваторія Клеть                      | Зденька Ваврова                                        |
| 5861 Ґлінджонс (Glynjones)             | 1982 RW              | 15 вересня 1982   | Станція Андерсон-Меса                   | Едвард Бовелл                                          |
| 5862 Саканое (Sakanoue)                | 1983 AB              | 13 січня 1983     | Обсерваторія Ґейсей                     | Тсутому Секі                                           |
| 5863 Tara                              | 1983 RB              | 7 вересня 1983    | Паломарська обсерваторія                | Керолін Шумейкер, Юджин Шумейкер                       |
| 5864 Монгольф'є (Montgolfier)          | 1983 RC4             | 2 вересня 1983    | Станція Андерсон-Меса                   | Норман Томас                                           |
| 5865 Кволітімокріна (Qualytemocrina)   | 1984 QQ              | 31 серпня 1984    | Обсерваторія Клеть                      | Антонін Мркос                                          |
| 5866 Захсен (Sachsen)                  | 1988 PM2             | 13 серпня 1988    | Обсерваторія Карла Шварцшильда          | Ф. Бернґен                                             |
| (5867) 1988 RE                         | 1988 RE              | 11 вересня 1988   | Паломарська обсерваторія                | Джефрі Фінні                                           |
| 5868 Ота (Ohta)                        | 1988 TQ              | 13 жовтня 1988    | Обсерваторія Кітамі                     | Кін Ендате, Кадзуро Ватанабе                           |
| 5869 Tanith                            | 1988 VN4             | 4 листопада 1988  | Паломарська обсерваторія                | Керолін Шумейкер                                       |
| 5870 Baltimore                         | 1989 CC1             | 11 лютого 1989    | Паломарська обсерваторія                | Е. Гелін                                               |
| 5871 Боббелль (Bobbell)                | 1989 CE2             | 11 лютого 1989    | Паломарська обсерваторія                | Е. Гелін                                               |
| 5872 Суґано (Sugano)                   | 1989 SL              | 30 вересня 1989   | Обсерваторія Мінамі-Ода                 | Тосіро Номура, Койо Каванісі                           |
| 5873 Архілох (Archilochos)             | 1989 SB3             | 26 вересня 1989   | Обсерваторія Ла-Сілья                   | Ерік Вальтер Ельст                                     |
| (5874) 1989 XB                         | 1989 XB              | 2 грудня 1989     | Обсерваторія Уенохара                   | Нобухіро Кавасато                                      |
| 5875 Куга (Kuga)                       | 1989 XO              | 5 грудня 1989     | Обсерваторія Кітамі                     | Кін Ендате, Кадзуро Ватанабе                           |
| (5876) 1990 DM2                        | 1990 DM2             | 24 лютого 1990    | Обсерваторія Ла-Сілья                   | Анрі Дебеонь                                           |
| 5877 Тосімайхара (Toshimaihara)        | 1990 FP              | 23 березня 1990   | Паломарська обсерваторія                | Е. Гелін                                               |
| 5878 Чарлен (Charlene)                 | 1991 CC1             | 14 лютого 1991    | Паломарська обсерваторія                | Е. Гелін                                               |
| 5879 Almeria                           | 1992 CH1             | 8 лютого 1992     | Обсерваторія Калар-Альто                | Курт Біркл, Ульрих Гопп                                |
| (5880) 1992 MA                         | 1992 MA              | 22 червня 1992    | Обсерваторія Кушіро                     | Сейджі Уеда, Хіроші Канеда                             |
| 5881 Акаші (Akashi)                    | 1992 SR12            | 27 вересня 1992   | Обсерваторія Мінамі-Ода                 | Мацуо Суґано, Тосіро Номура                            |
| (5882) 1992 WW5                        | 1992 WW5             | 18 листопада 1992 | Обсерваторія Уенохара                   | Нобухіро Кавасато                                      |
| (5883) 1993 VM5                        | 1993 VM5             | 6 листопада 1993  | Обсерваторія Сайдинг-Спрінг             | Роберт Макнот                                          |
| 5884 Долезал (Dolezal)                 | 6045 P-L             | 24 вересня 1960   | Паломарська обсерваторія                | К. Й. ван Гаутен, І. ван Гаутен-Ґроневельд, Т. Герельс |
| 5885 Апельдурн (Apeldoorn)             | 3137 T-2             | 30 вересня 1973   | Паломарська обсерваторія                | К. Й. ван Гаутен, І. ван Гаутен-Ґроневельд, Т. Герельс |
| 5886 Рутґер (Rutger)                   | 1975 LR              | 13 червня 1975    | Астрономічний комплекс Ель-Леонсіто     | Обсерваторія Фелікса Аґілара                           |
| 5887 Яуза (Yauza)                      | 1976 SG2             | 24 вересня 1976   | КрАО                                    | Черних Микола Степанович                               |
| (5888) 1978 VU7                        | 1978 VU7             | 7 листопада 1978  | Паломарська обсерваторія                | Е. Гелін, Ш. Дж. Бас                                   |
| 5889 Міцкевич (Mickiewicz)             | 1979 FA3             | 31 березня 1979   | КрАО                                    | Черних Микола Степанович                               |
| 5890 Карлсберґ (Carlsberg)             | 1979 KG              | 19 травня 1979    | Обсерваторія Ла-Сілья                   | Річард Вест                                            |
| 5891 Ґеріґ (Gehrig)                    | 1981 SM              | 22 вересня 1981   | Обсерваторія Клеть                      | Антонін Мркос                                          |
| 5892 Milesdavis                        | 1981 YS1             | 23 грудня 1981    | Обсерваторія Цзицзіньшань               | Обсерваторія Червона Гора                              |
| 5893 Колтрейн (Coltrane)               | 1982 EF              | 15 березня 1982   | Обсерваторія Клеть                      | Зденька Ваврова                                        |
| 5894 Тельч (Telc)                      | 1982 RM1             | 14 вересня 1982   | Обсерваторія Клеть                      | Антонін Мркос                                          |
| (5895) 1982 UF2                        | 1982 UF2             | 16 жовтня 1982    | Обсерваторія Клеть                      | Зденька Ваврова                                        |
| 5896 Нарреншіфф (Narrenschiff)         | 1982 VV10            | 12 листопада 1982 | КрАО                                    | Карачкіна Людмила Георгіївна                           |
| 5897 Новотна (Novotna)                 | 1984 SZ1             | 29 вересня 1984   | Обсерваторія Клеть                      | Антонін Мркос                                          |
| (5898) 1985 KE                         | 1985 KE              | 23 травня 1985    | Університетська обсерваторія Маунт-Джон | Алан Ґілмор, Памела Кілмартін                          |
| 5899 Джедік (Jedicke)                  | 1986 AH              | 9 січня 1986      | Паломарська обсерваторія                | Керолін Шумейкер, Юджин Шумейкер                       |
| 5900 Дженсен (Jensen)                  | 1986 TL              | 3 жовтня 1986     | Обсерваторія Брорфельде                 | Поуль Єнсен                                            |

| Астероїди 1—10000 → |           |           |           |           |           |           |           |           |            |
| 1—100               | 1001—1100 | 2001—2100 | 3001—3100 | 4001—4100 | 5001—5100 | 6001—6100 | 7001—7100 | 8001—8100 | 9001—9100  |
| 101—200             | 1101—1200 | 2101—2200 | 3101—3200 | 4101—4200 | 5101—5200 | 6101—6200 | 7101—7200 | 8101—8200 | 9101—9200  |
| 201—300             | 1201—1300 | 2201—2300 | 3201—3300 | 4201—4300 | 5201—5300 | 6201—6300 | 7201—7300 | 8201—8300 | 9201—9300  |
| 301—400             | 1301—1400 | 2301—2400 | 3301—3400 | 4301—4400 | 5301—5400 | 6301—6400 | 7301—7400 | 8301—8400 | 9301—9400  |
| 401—500             | 1401—1500 | 2401—2500 | 3401—3500 | 4401—4500 | 5401—5500 | 6401—6500 | 7401—7500 | 8401—8500 | 9401—9500  |
| 501—600             | 1501—1600 | 2501—2600 | 3501—3600 | 4501—4600 | 5501—5600 | 6501—6600 | 7501—7600 | 8501—8600 | 9501—9600  |
| 601—700             | 1601—1700 | 2601—2700 | 3601—3700 | 4601—4700 | 5601—5700 | 6601—6700 | 7601—7700 | 8601—8700 | 9601—9700  |
| 701—800             | 1701—1800 | 2701—2800 | 3701—3800 | 4701—4800 | 5701—5800 | 6701—6800 | 7701—7800 | 8701—8800 | 9701—9800  |
| 801—900             | 1801—1900 | 2801—2900 | 3801—3900 | 4801—4900 | 5801—5900 | 6801—6900 | 7801—7900 | 8801—8900 | 9801—9900  |
| 901—1000            | 1901—2000 | 2901—3000 | 3901—4000 | 4901—5000 | 5901—6000 | 6901—7000 | 7901—8000 | 8901—9000 | 9901—10000 |